# Dekapolis

Dekapolis (grško: Δεκάπολις Dekápolis, 'Deset mest') je bila skupina desetih mest na vzhodni meji Rimskega cesarstva v jugovzhodnem Levantu v 1. stoletju pr. n. št.. Mesta so tvorila skupino zaradi svojega jezika, kulture, lokacije in političnega statusa, pri čemer je vsako delovalo kot avtonomna mestna država, odvisna od Rima. Čeprav jih včasih opisujejo kot ligo mest, zdaj verjamejo, da nikoli niso bila formalno organizirana kot politična enota. Dekapolis je bil središče grške in rimske kulture na območju, ki so ga sicer naseljevali semitski govorci (Nabatejci, Aramejci in Judje). V času cesarja Trajana so mesta postavili v provinci Sirija in Arabia Petraea; po poznejši reorganizaciji je bilo v Siriji Palaestini in kasneje v Palaestina Secunda postavljenih več mest. Večina regije Dekapolis je v sodobni Jordaniji, Damask je v Siriji, Hippos in Scythopolis pa v Izraelu.

## Mesta
Imena tradicionalnih deset mest Dekapolisa izvirajo iz Plinijeve Naturalis historia . To so:
1. Gerasa (Džeraš) v Jordaniji
2. Scythopolis (Beit She'an) v Izraelu, edino mesto zahodno od reke Jordan
3. Hippos (tudi Hippus ali Sussita; Al-Husn v arabščini) na Golanskem višavju
4. Gadara (Umm Qais) v Jordaniji
5. Pella (zahodno od Irbida) v Jordaniji
6. Filadelfija, sodobni Aman, glavno mesto Jordanije
7. Capitolias, tudi Dion, verjetno Beit Ras ali morebiti Al Husn, oba v Jordaniji
8. Canatha (Qanawat) v Siriji
9. Rafana, običajno identificirana z Abila v Jordaniji
10. Damask, glavno mesto moderne Sirije [2]

Damask je bil severneje od ostalih, zato se včasih misli, da je bil 'častni' član. Jožef Flavij je izjavil, da je bil Scythopolis največji od desetih mest . Biblijski komentator Edward Plumptre je zato predlagal, da Damask ni bil uvrščen na Jožefov seznam . Po drugih virih naj bi se osemnajst ali devetnajst grško-rimskih mest štelo kot del Dekapolisa.

## Zgodovina

### Helenistično obdobje
Razen Damaska so bila mesta Dekapolisa na splošno ustanovljena v helenističnem obdobju, med smrtjo Aleksandra Velikega leta 323 pred našim štetjem in rimskim osvajanjem Coele-Sirije, vključno z Judejo leta 63 pred našim štetjem. Nekatera so bila ustanovljena pod Ptolemajci, ki so vladali Judeji do leta 198 pr. n. št. Druga so bila ustanovljena pozneje, ko so v regiji vladali Selevkidi. Nekatera mesta so v uradna imena vključevala "Antiohijo" ali "Selevkijo" (na primer Antiohija Hippos), ki dokazujejo selevkidsko poreklo. Mesta so bila od ustanovitve grška, oblikovala so se po grškem polisu.
Dekapolis je bil območje, kjer sta si medsebojno vplivali dve kulturi: kultura grških kolonistov in avtohtona semitska kultura. Prišlo je tudi do konflikta. Grški prebivalci so bili presenečeni nad semitsko prakso obrezovanja, medtem ko so se različni semitski elementi nasprotovanja prevladujoči in asimilativni naravi grške civilizacije pojavljali postopoma ob asimilaciji.
Hkrati se je v regiji Decapolis dogajalo tudi kulturno mešanje in vplivanje. Mesta so delovala kot središča za širjenje grške kulture. Nekatera lokalna božanstva so se začela imenovati Zevs, po glavnem grškem bogo. Medtem so v nekaterih mestih Grki začeli častiti ta lokalna božanstva skupaj z lastnim Olimpskim  Zevsom. Obstajajo dokazi, da so kolonisti sprejeli čaščenje drugih semitskih bogov, vključno s feničanskimi božanstvi in glavnim nabatejskim bogom Dušaro (častili so ga pod heleniziranim imenom Dusares). O čaščenju teh semitskih bogov pričajo kovanci in napisi iz mest.
Rimski general Pompej je osvojil vzhodno Sredozemlje leta 63 pr. n. št. Prebivalci heleniziranih mest so Pompeja pozdravili kot osvoboditelja judovskega Hasmonejskega kraljestva, ki je vladalo večini območja. Ko je Pompej reorganiziral regijo, je skupini teh mest podelil avtonomijo pod rimsko zaščito. To je bil izvor Dekapolisa. Stoletja so mesta na tem osvajanju temeljila na tem koledarskem obdobju: 63 pr. n. št. je bilo epohalno leto pompejske dobe, ki so ga uporabljali za štetje let v rimskem in bizantinskem obdobju.

### Avtonomija pod Rimljani
Pod rimsko oblastjo mesta Dekapolisa niso bila vključena v ozemlje Herodovega kraljestva, njegove države naslednice Herodijske tetrarhije ali rimske province Judeje. Namesto tega je bilo mestom pod rimsko zaščito dovoljena precejšnja politična avtonomija. Vsako mesto je delovalo kot polis ali mestna država, pristojna za območje okoliške pokrajine. Vsako je kovalo svoje kovance. Številni kovanci iz mest v Dekapolisu označujejo svoje mesto kot 'avtonomno', 'svobodno', 'suvereno' ali 'sveto', izraze, ki pomenijo nekakšen samoupravni status.
Rimljani so pustili svoj kulturni pečat v vseh mestih. Vsako je bilo na koncu obnovljeno z mrežo ulic v rimskem slogu, ki temeljijo na osrednjem cardu in / ali decumanu. Rimljani so donirali in zgradili številne templje in druge javne zgradbe. Cesarski kult, čaščenje rimskega cesarja, je bil v Dekapolisu zelo pogosta praksa in je bila ena od značilnosti, ki je povezovala različna mesta. Majhen tempelj ali pročelje na prostem, imenovano kalibe, je bilo edinstveno za to regijo.
Mesta so morda uživala tudi močne trgovinske vezi, ki jih je spodbudila mreža novih rimskih cest. To je danes privedlo do njihove skupne identifikacije kot 'federacije' ali 'lige'. Dekapolis verjetno nikoli ni bil uradna politična ali gospodarska zveza; najverjetneje je pomenil zbir mest, ki so v času zgodnje rimske vladavine uživale posebno avtonomijo.
Novozavezni evangeliji Mateja, Marka in Luke omenjajo, da je bila regija Dekapolis mesto službe Jezusa. Po Mateju Mt 4,23–25 je bil Dekapolis eno od področij, s katerega je Jezus črpal svojo množico učencev, ki jih je pritegnilo njegovo »zdravljenje vseh vrst bolezni«. Dekapolis je bil ena redkih regij, kamor je Jezus potoval, v katerih so bili pogani v večini: večina Jezusovega delovanja se je osredotočila na poučevanje Judov. Marko {bibl|Mr 5,1-10}} poudarja Dekapolisov poganski značaj, ko Jezus naleti na čredo prašičev, žival, ki jo je prepovedal Kašrut, judovski prehranski zakon. Moški, ki ga je Jezus ozdravil v tem odlomku, je zaprosil, da bi ga vključil med učence, ki so potovali z Jezusom, vendar so ga zavrnili in mu naročili, naj ostane v regiji Dekapolis.Mr 5,18-20

### Direktna rimska oblast
Dekapolis je bil pod direktno rimsko oblastjo leta 106 n. št., ko je bila med vladanjem cesarja Trajana pripojena Arabija Petraea. Mesta so bila razdeljena med novo provinco ter provincama Sirija in Judeja. V poznejšem rimskem cesarstvu so jih razdelili med Arabijo in Palaestino Secundo, od katerih je Scythopolis služil kot glavno mesto dežel; medtem ko je Damask postal del Phoenice Libanensis. Mesta so se še naprej razlikovala od svojih sosedov v svojih provincah, odlikovala jih je na primer uporaba pompejskega koledarskega obdobja in trajna helenistična identiteta. Vendar Dekapolis ni bil več upravna enota.
Krščanstvo je vplivalo in postopoma prevzelo rimsko in bizantinsko dekapolisno območje. Nekatera mesta so bila do nove religije bolj dovzetna kot druga. Pella je bila baza nekaterih najzgodnejših cerkvenih voditeljev (Evzebij poroča, da so apostoli zbežali tja, da bi se izognili velikemu judovskemu uporu). V drugih mestih je poganstvo vztrajalo dolgo v bizantinsko dobo. Vendar je regija sčasoma postala skoraj povsem krščanska in večina mest je bila sedež škofa.
Večina mest se je nadaljevala v pozno rimsko in bizantinsko obdobje. Nekatera so bila zapuščena v letih, ko je Palestino leta 641 osvojil Omajadski kalifat, druga mesta pa so bila naseljena še dolgo v islamsko obdobje.

## Razvoj in izkopavanja
Džeraš (Gerasa) in Bet She'an (Scythopolis) danes živita kot mesti, po obdobjih opuščanja ali resnega propada. Damask v poznejši zgodovini nikoli ni izgubil svoje vidne vloge. Filadelfija je bila dolgo opuščena, vendar je bila oživljena v 19. stoletju in je postala glavno mesto Jordanije pod imenom Aman. Arheologija 20. stoletja je identificirala večino drugih mest na Plinijevem seznamu, večina pa je bila že izkopana ali pa se izkopavanja še izvajajo.